# Gabriel Jean Joseph Molitor

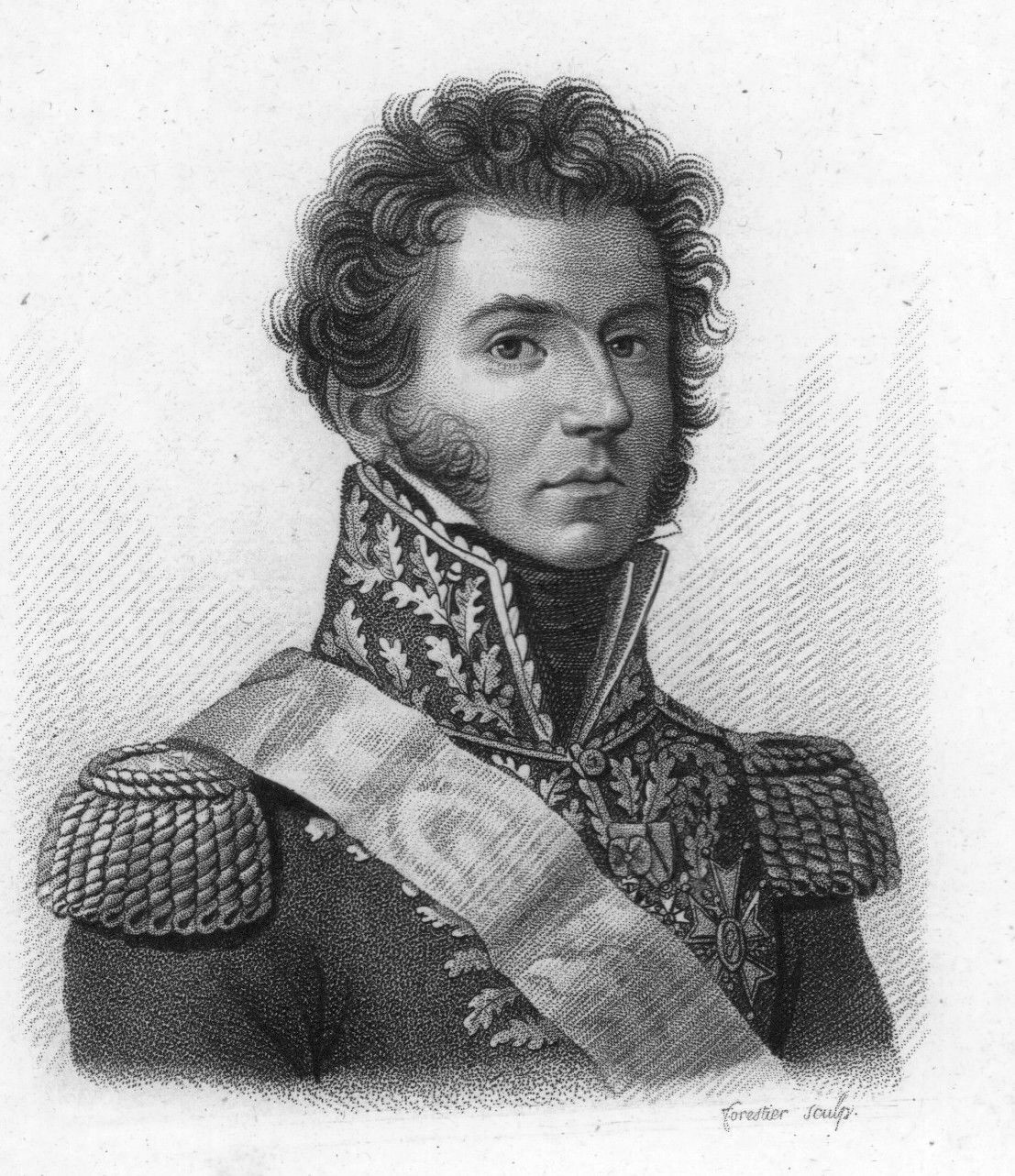
El mariscal Molitor

Gabriel-Jean-Joseph, primer conde de Molitor (7 de marzo de 1770-28 de julio de 1849), fue un mariscal de Francia.

## Biografía
Nació en Hayingen en Lorena. Tras el estallido de la Revolución Francesa, Molitor se unió a los ejércitos revolucionarios como capitán en un batallón de milicias. En 1793 se le dio el mando de una brigada y sirvió a las órdenes de Hoche. En 1795, Molitor resultó gravemente herido en la batalla de Maguncia. En 1799, Molitor fue enviado a Suiza, donde luchó bajo el mando de André Masséna contra una fuerza austro-rusa dirigida por Alexander Suvorov. En 1800, luchó en el Ejército del Rin al mando de Moreau.
Molitor fue ascendido al rango de general de división en 1801. Fue enviado con Massena a Italia en 1805. En 1807, Molitor fue trasladado al teatro de operaciones alemán, donde sirvió contra los suecos en los alrededores de Stralsund. Luego fue nombrado gobernador de Pommern y Napoleón le concedió un título condal. En 1809 se le dio el mando de una división en el IV Cuerpo de Massena. Al año siguiente fue enviado a ocupar las ciudades de la Liga Hanseática. De 1811 a 1813 sirvió en Holanda y en la campaña de 1814 sirvió a las órdenes de MacDonald.
Tras la abdicación de Napoleón, Molitor se sometió a los Borbones, que le nombraron inspector general de infantería. Al regreso del emperador de Elba, Molitor se unió a él durante los Cien Días, por lo que fue despojado de sus funciones tras la derrota de Napoleón. En 1818 las recuperó y en 1823 comandó el II Cuerpo que fue enviado a España. El mismo año fue nombrado mariscal de Francia y par. A partir de 1827, fue secretario de la Cámara de los Pares. Después de la Revolución de julio, a Molitor se le permitió mantener todas sus funciones y luego ocupó el cargo de gobernador de Los Inválidos y fue Gran Canciller de la Legión de Honor. Murió en 1849 en París. Más tarde se erigió una estatua de Molitor en Nancy.